# バッド・バッド・ウィスキー
「バッド・バッド・ウィスキー」（Bad, Bad Whiskey）は、1950年にアメリカで発表された、エイモス・ミルバーンの楽曲。

## 概要
オリジナルは、マックスウェル・ディヴィスのインストゥルメンタル曲｢Bristol Drive｣で、ミルバーンが歌詞を付けて、自身の｢酒｣シリーズの代表曲となったものである。「バッド・バッド・ウィスキー」は全米R&Bヒットチャート（ビルボード）で1位（1951年1月6日付）を記録し、ミルバーンの楽曲としては生涯最後にチャート1位を獲得した曲となった。
BS-TBSの旅・バラエティ番組『吉田類の酒場放浪記』のエンディングテーマ曲として知られており、2013年11月11日の放送では、吉田類が駒沢大学駅近くのレコーディングスタジオでこの曲をカバーする模様が映された。2013年11月13日にポリスターから発売された「吉田類の酒場放浪記 サウンド・トラック（XQJX-1038）」に、吉田によるカバーバージョン（歌詞の一部に日本語訳が入っている）が収録されている。2023年9月25日に放送20周年を記念してポリスターから発売されたサウンド・トラック～20周年記念盤～（PSCH-3001）」に同じく駒沢大学駅近くのレコーディングスタジオで20周年記念バージョンとして酒場放浪記ファンクラクラブのメンバー100名によるコーラスを加え、新たに収録したバージョンが収録されている。